# Soemu Tojoda
Soemu Toyoda, * 22. maj 1885, Kitsuki, Prefektura Oita, Japonska, † 22. september 1957, Tokio, Japonska, je bil admiral japonske cesarske mornarice, ter vrhovni poveljnik japonske kombinirane flote med drugo svetovno vojno.
Soemu Toyoda je bil rojen v mestu Kitsuki, v japonski prefekturi Oita. Leta 1915 je diplomiral na japonski mornariški akademiji, nato pa je službeno opravljal poveljniške funkcije na različnih japonskih vojnih ladjah. Leta 1933 je postal član vrhovnega poveljstva japonske mornarice. Med drugo svetovno vojno je bil član vrhovnega vojaškega sveta, kjer se je zavzemal za okrepitev japonskega mornariškega letalstva. 3. maja 1944 je postal vrhovni poveljni japonske kombinirane flote, kjer se je izkazal predvsem z agresivno, a relativno neuspešno strategijo preko načrtov »Go«. Junija 1944 je izvedel načrt »A-Go«, ki je privedel do japonskega poraza v bitki v filipinskem morju, ter načrta »Sho-Go«, ki je privedel do odločilnega poraza japonske mornarice v bitki v zalivu Leyte. Aprila 1945 je izvedel tudi plan »Ten-Go«, s katerim so nameravali okrepiti prisotnost japonske mornarice na Okinavi, a je bil tudi ta načrt neuspešen.
Po koncu druge svetovne vojne je bil obtožen kot vojni zločinec na procesu v Tokiu leta 1948, vendar je obtožnica padla v vseh točkah. Umrl je leta 1957 v Tokiu.